# Habronattus paratus
Habronattus paratus là một loài nhện trong họ Salticidae.
Loài này thuộc chi Habronattus. Habronattus paratus được Elizabeth Maria Gifford Peckham & George William Peckham miêu tả năm 1896.